# Roussillon

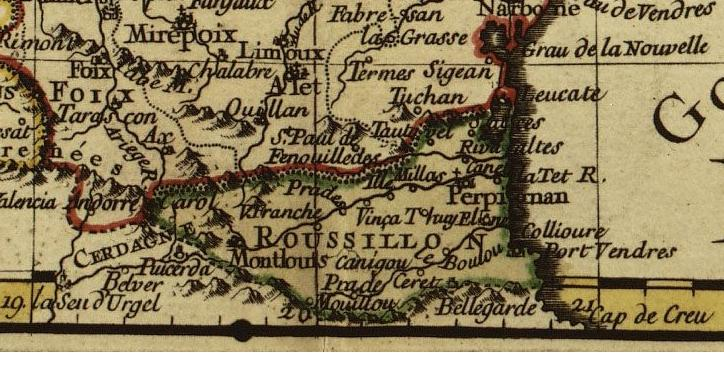
Die historische Provinz Roussillon auf einer Karte Frankreichs von 1746

Das Département Pyrénées-Orientales (lila: das Fenouillèdes)

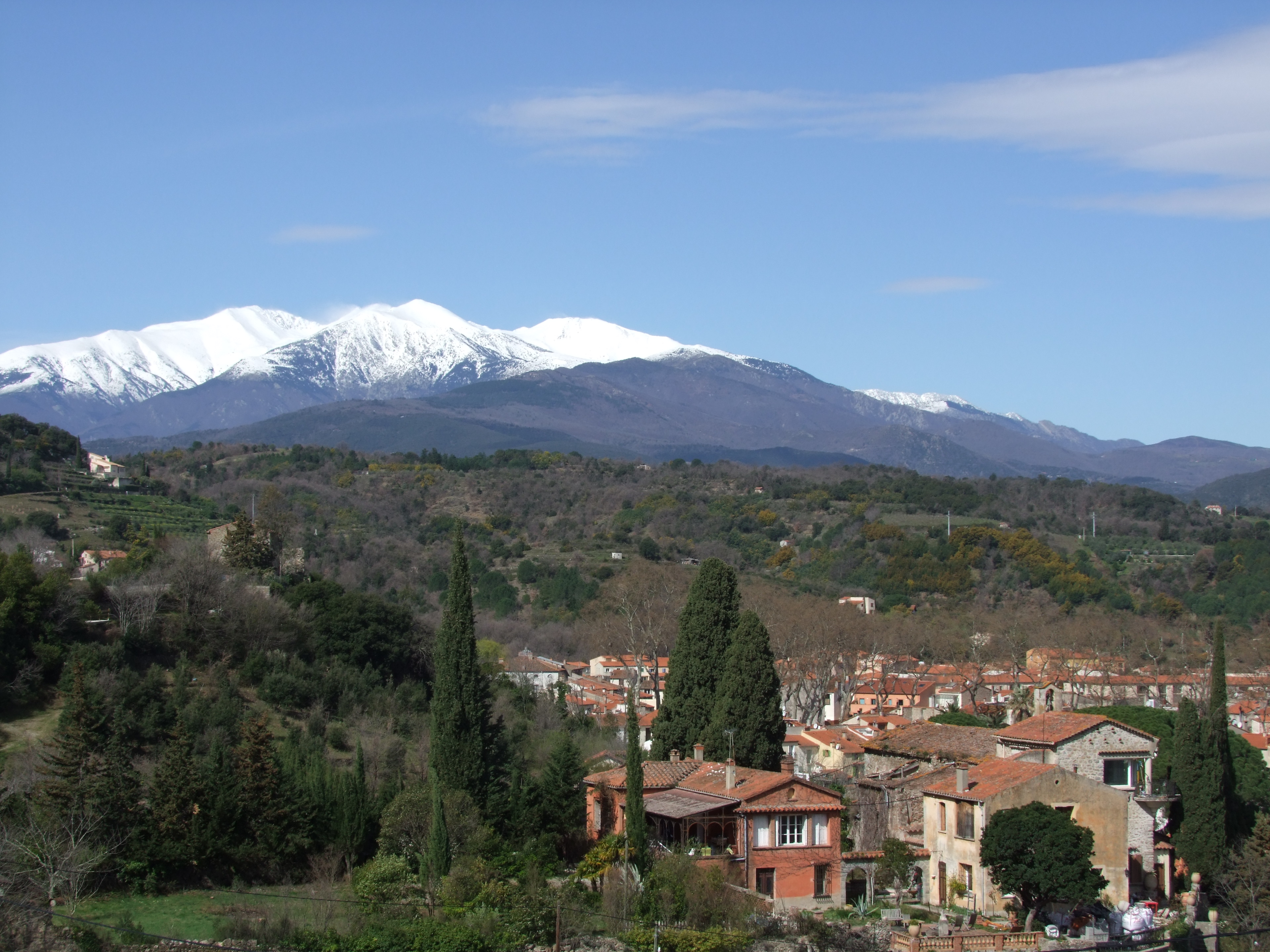
Das Städtchen Céret und das Massiv des Pic du Canigou

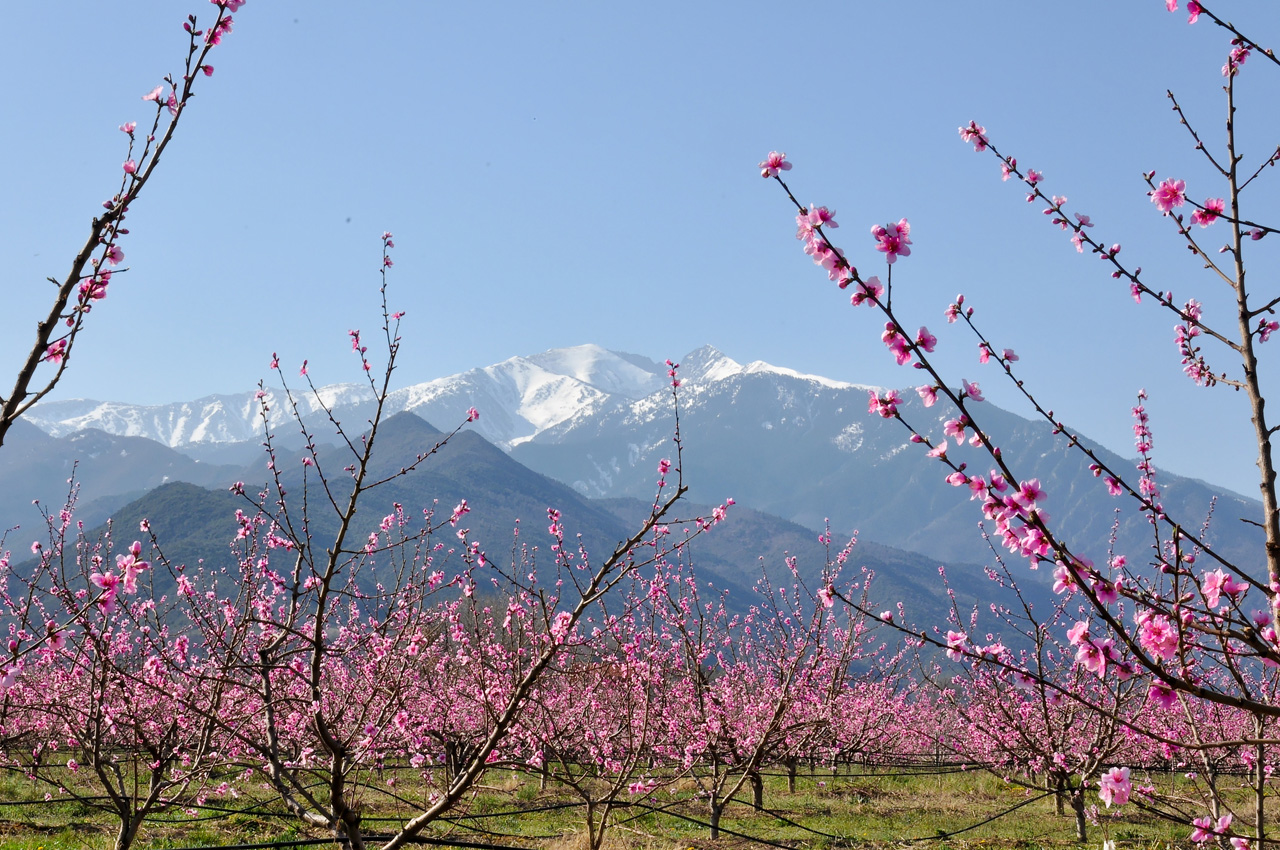
Blühende Pfirsischbäume vor der Silhouette des Pic du Canigou

Das Roussillon [ʀusiˈjɔ̃] (katalanisch Rosselló) ist eine alte Kulturlandschaft und eine historische Provinz im Süden Frankreichs. Das Gebiet entspricht etwa dem heutigen Département Pyrénées-Orientales mit der Großstadt Perpignan als Hauptort.

## Geographie

### Städte
Die größte Stadt ist Perpignan. Kleinere Städte sind Elne, Collioure, Argelès-sur-Mer, Rivesaltes, Prades, Céret, und Thuir. Von Bedeutung sind überdies die Orte Prats-de-Mollo, Font-Romeu, Vernet-les-Bains u. a.

### Berge
Der „heilige Berg“ der Katalanen, der Pic du Canigou, befindet sich gänzlich auf dem Gebiet des Roussillon. Der Pic de Costabonne markiert etwas weiter südwestlich die Grenze zwischen Katalonien und Frankreich. Das Massif des Albères bildet den östlichsten Ausläufer der Pyrenäen.

### Flüsse
Das Fenouillèdes und der Norden des Roussillon werden vom Küstenfluss Agly entwässert. Weiter südlich folgen die Têt, die durch Perpignan fließt, und der Tech, der durch Argelès-sur-Mer fließt. Ganz im Süden entwässert die Massane das Massif des Albères.

### Küste
Die Täler der Küstenflüsse Têt und Tech verbreitern sich am Ostfuß des Canigou-Massifs zu einer fruchtbaren Ebene mit Mittelmeerklima und üppiger Vegetation. Die Küste ist in diesem Bereich flach, die Küstenlinie verläuft gerade in Nord-Süd-Richtung. Es gibt Lagunen, wie auch weiter nördlich im Bereich des Golfe du Lion. Eine größere Lagune liegt auf der Höhe von Perpignan, östlich von Saint-Nazaire. Im Norden des Roussillon befindet sich eine noch größere Lagune mit mehr als 50 Quadratkilometer Fläche: der Étang de Leucate, dessen nördliche Hälfte zum Gebiet des Département Aude gehört.
Die Küstenlinie knickt im Süden bei Argelès-sur-Mer nach Osten ab. Hier beginnt eine felsige, stark gegliederte Küste, die im Roussillon Côte Vermeille genannt wird. Ihre südliche Fortsetzung in Katalonien ist die Costa Brava.

## Wirtschaft
Traditionell spielt die Landwirtschaft, darunter auch Obst- und Weinbau (hier sind besonders zu erwähnen die Süßweine Banyuls, Maury und Muscat de Rivesaltes), immer noch die wichtigste Rolle im wirtschaftlichen Leben des Roussillon; seit der Mitte des 20. Jahrhunderts ist der Tourismus als stetig bedeutsamer werdender Wirtschaftsfaktor hinzugekommen.

## Geschichte
Wie viele Zeugnisse aus der Zeit der Megalithkulturen beweisen, war das Gebiet bereits in der Jungsteinzeit besiedelt. 121 v. Chr. eroberten die Römer die Landschaft, die danach zur Provinz Gallia Narbonensis kam. 462 n. Chr. bemächtigten sich die Westgoten des Gebiets, das sodann im Jahr 720 von den spanischen Sarazenen besetzt wurde. Pippin der Jüngere vertrieb 759 die Sarazenen und schlug das nun zum Fränkischen Reich gehörige Land zu Aquitanien.
Für die Region namensgebend war die mittelalterliche Grafschaft Roussillon am Nordrand der Pyrenäen am Mittelmeer. Sie war eine der historischen Katalanischen Grafschaften, die unter Karl dem Großen geschaffen wurde, um als Teil der Spanischen Mark das Fränkische Reich gegen die Mauren auf der Iberischen Halbinsel zu schützen.

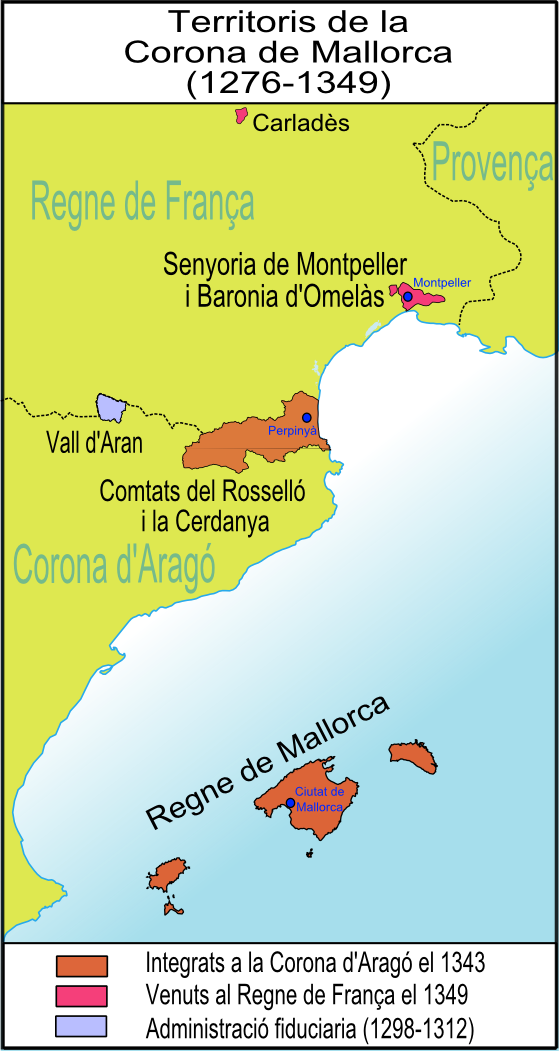
Königreich Mallorca

Im Mittelalter war das Gebiet des Roussillon zwischen der französischen und der aragonesischen Krone umstritten; zahlreiche Burgen wurden gebaut. Der Vertrag von Corbeil (1258), in welchem der französische König Ludwig IX. seine Gebietsansprüche auf das Roussillon an Jaume I. von Aragón abtrat, sorgte längere Zeit für Rechtssicherheit. Im Jahr 1276 erbte dessen jüngerer Sohn Jaume II. das bereits 1229 von seinem Vater nach der Eroberung der Baleareninsel ins Leben gerufene Königreich Mallorca und gliederte ihm die ebenfalls zu seinem Erbteil gehörenden Grafschaften Roussillon und Cerdagne sowie die Stadt und das Umland von Montpellier an. Das Königreich Mallorca hatte jedoch nur bis zum Jahr 1344 Bestand; dann wurde es – mit Ausnahme Montpelliers, das an Frankreich fiel – wieder der Krone Aragóns angegliedert. Von 1462 bis zum Vertrag von Barcelona (1493) war das Roussillon jedoch als Pfand an die französische Krone übereignet.
Durch den zwischen Ludwig XIV. und Philipp IV. von Spanien geschlossenen Pyrenäenfrieden von 1659 wurde die Grafschaft Rosselló gemeinsam mit den anderen Grafschaften in Nordkatalonien vom restlichen Katalonien abgetrennt und Frankreich zugesprochen. Das „Ancien Régime“ Frankreichs fasste das gesamte Gebiet zu einer neuen Provinz zusammen und benannte diese nach der Grafschaft Roussillon. Dem Gebiet der ehemaligen Grafschaft entspricht heute noch in etwa die Comarca Rosselló. Deren Grenzen decken sich jedoch nicht mit den heutigen Verwaltungsgrenzen und haben im Gegensatz zu den katalanischen Comarques keine administrative Funktion.
Im Verlauf der Französischen Revolution wurde das französische Staatsgebiet in Départements untergliedert; in den Jahren 1790/91 wurde die historische Provinz Roussillon aufgelöst und durch das Département Pyrénées-Orientales ersetzt, das neben dem Roussillon auch noch das ehedem zur Provinz Languedoc gehörende Fenouillèdes umfasst. Der Name Roussillon wurde als Teil der Bezeichnung der Region Languedoc-Roussillon, zu der das Département Pyrénées-Orientales gehörte, wieder offiziell verwendet. Heute gehört diese Region zur Region Okzitanien.

## Kultur

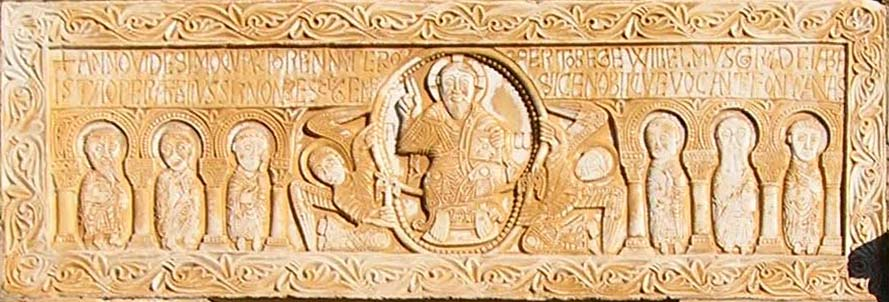
Türsturz von St-Génis-des-Fontaines (um 1020)

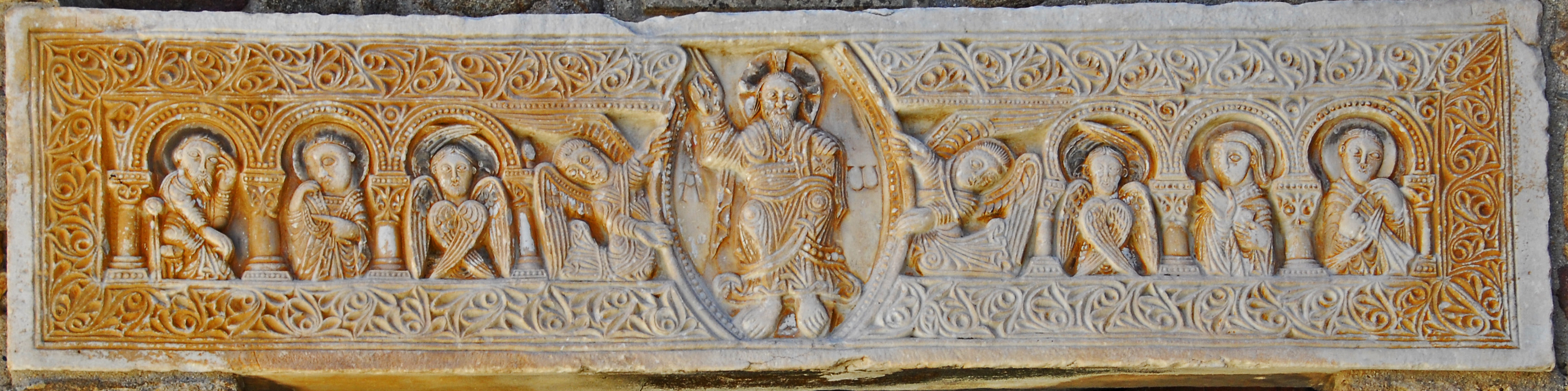
Türsturz von Saint-André-de-Sorède (um 1025)

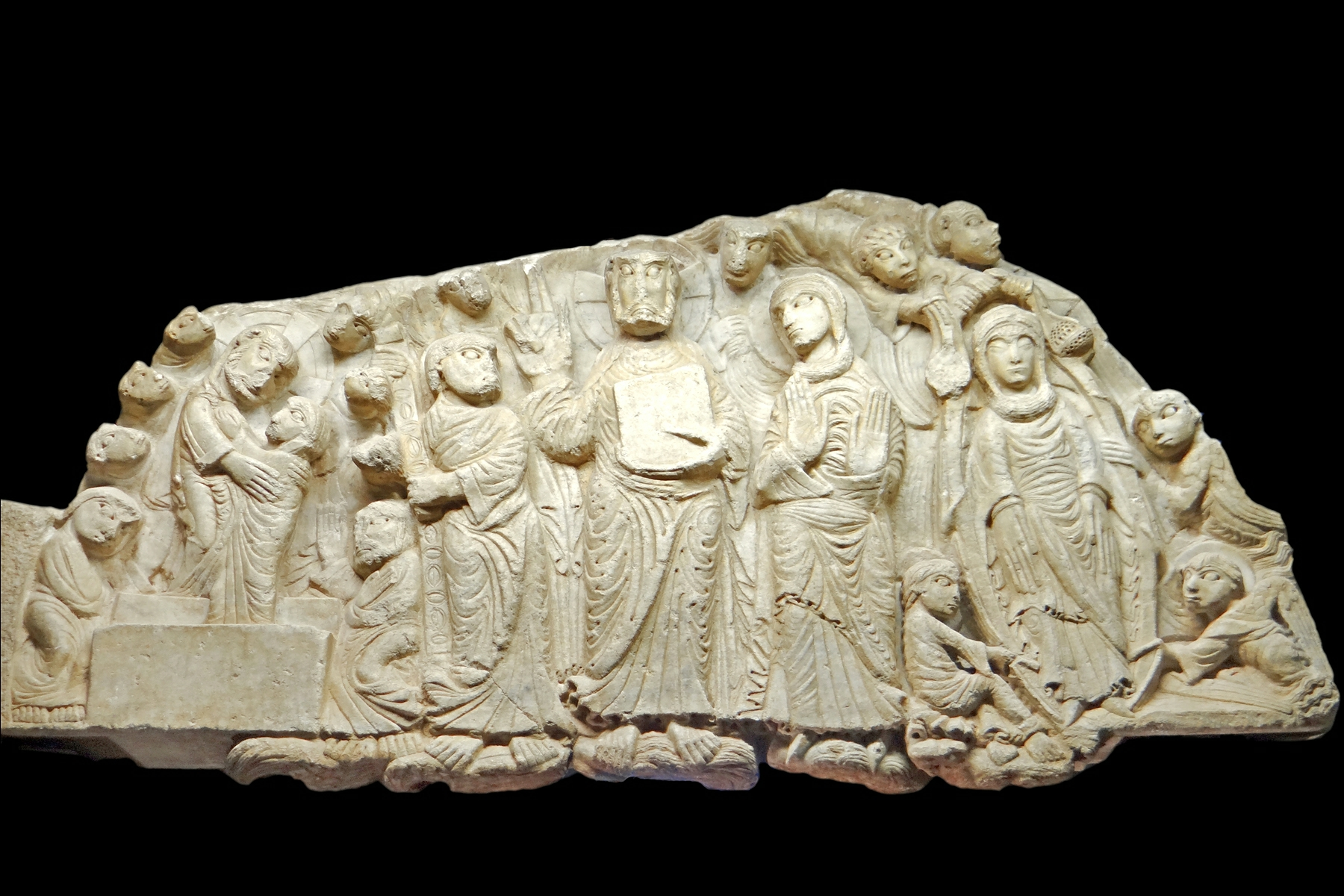
Tympanon des Meisters von Cabestany (um 1180)

### Sprache
Der Gebrauch der katalanischen Sprache (català), der ursprünglichen Sprache des Roussillon, wurde durch ein Edikt Ludwigs XIV. aus dem Jahr 1700 verboten und anschließend im öffentlichen Leben fast vollständig vom Französischen verdrängt. Französisch ist die alleinige Amtssprache, während Katalanisch als Wahlfach an Schulen und der Universität Perpignan unterrichtet wird. Seit einigen Jahrzehnten gibt es offizielle Schilder mit Orts- und Straßennamen in katalanischer Sprache (beispielsweise Perpignan/Perpinyà), und 2007 wurde die Charta zur Förderung des Katalanischen beschlossen. Sie ist eine Selbstverpflichtung des Conseil Général du Département Pyrénées-Orientales zum Schutz und zur Weiterentwicklung der katalanischen Sprache.

### Kunst
Katalonien war im Mittelalter eine der führenden Kulturregionen Europas; im Roussillon befinden sich die ehemals bedeutenden, im lombardischen Stil gestalteten Abteien Saint-Michel-de-Cuxa und Saint-Martin du Canigou, die Prioratskirchen von Marcevol und Serrabone sowie die Bischofskirchen von Elne und Perpignan. Die figürlich gestalteten Türstürze der Kirchen von St-André-de-Sorède und St-Génis-des-Fontaines stehen am Beginn der romanischen Skulptur in Europa; über die Grenzen des Roussillon hinaus berühmt ist der namentlich nicht bekannte Meister von Cabestany, der im 12. Jahrhundert wirkte. Einige Kirchen beherbergen noch die für Frankreich ansonsten untypischen riesigen bemalten und/oder geschnitzten Altarretabel des Spätmittelalters, der Renaissance und des Barock. Das Fort von Salses entstand in der Zeit um 1500 und steht architekturgeschichtlich für den Übergang von den mittelalterlichen Burgen zu neuzeitlichen Festungsanlagen.

### Literatur

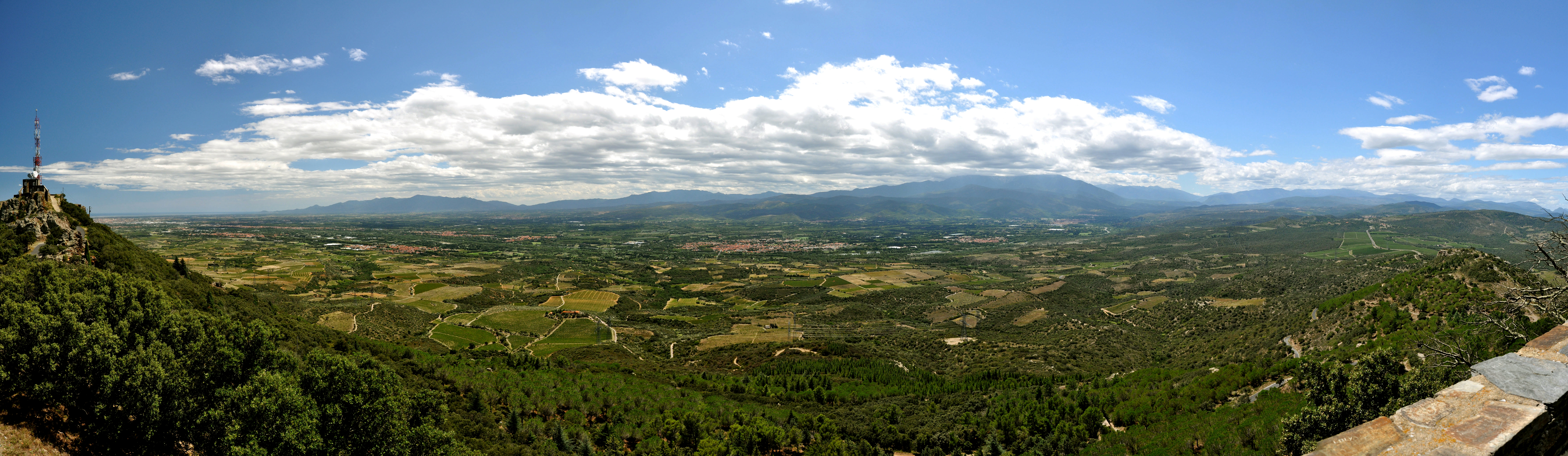
Panoramaansicht des Roussillon vom Força Réal aus gesehen, im Hintergrund das Massif des Albères und das Mittelmeer